# Ultrafialovo-viditelná spektroskopie

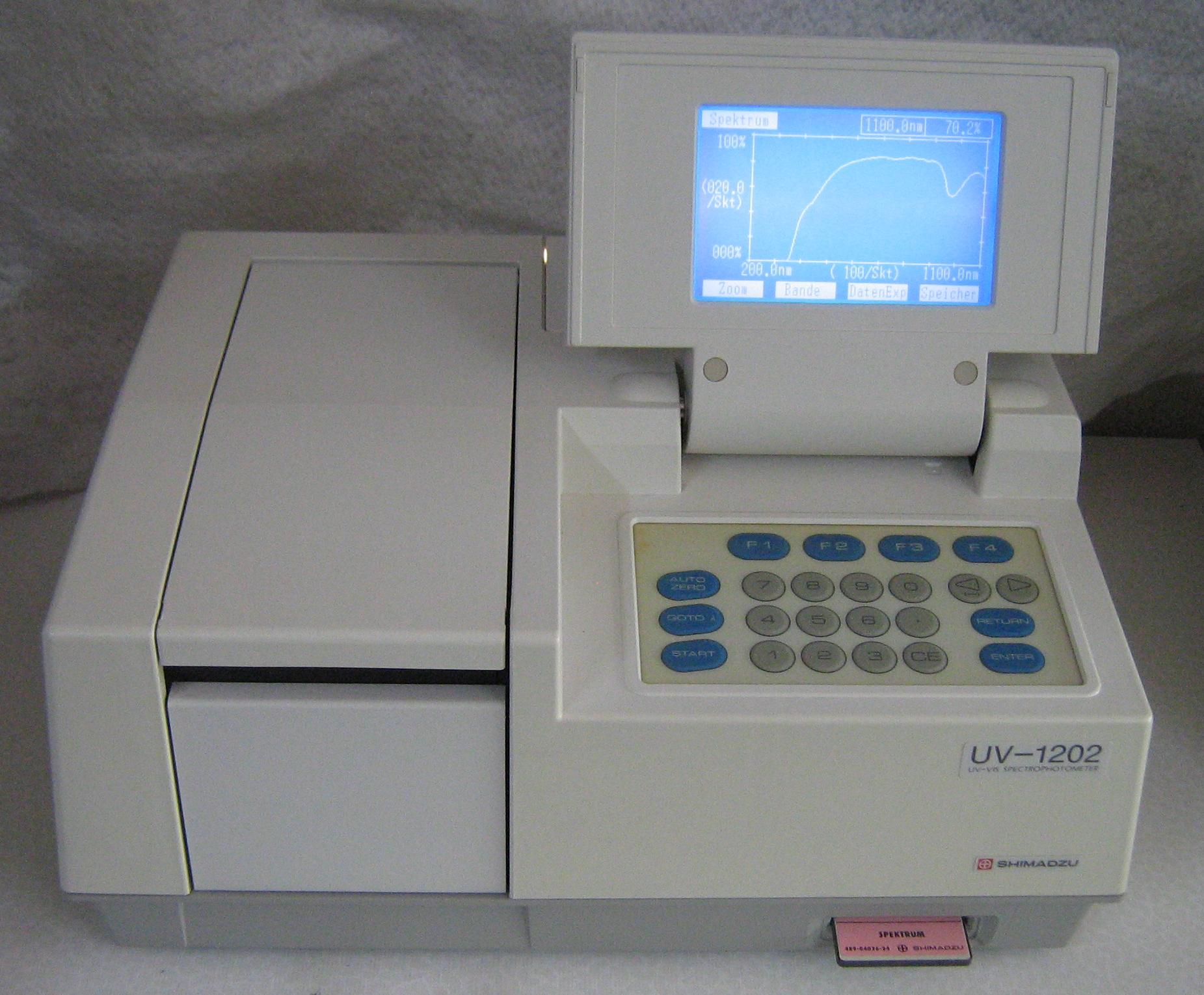
Spektrometr pro měření mezi 200 a 1100 nm

Ultrafialovo-viditelná spektroskopie (zkratka UV/VIS spektroskopie) je klasická metoda analytické chemie patřící mezi elektromagnetické spektroskopické metody. Je to jedna z běžných variant spektrofotometrie.
V chemii se používá zejména při měření útlumu intenzity světla při průchodu roztokem podle Lambertova–Beerova zákona, což při známém koeficientu absorpce měřené látky umožňuje stanovit její koncentraci v roztoku. Je obzvláště vhodná pro stanovování koncentrací organických i anorganických barviv a makromolekul. Používá se například ve forenzní chemii.
Při analýze vzorků, které obsahují neznámou kombinaci látek, může být obtížné odlišit různé typy látek s podobným průběhem závislosti absorpce na vlnové délce.